# Belmonte de Campos
Belmonte de Campos ist eine spanische Gemeinde in der Provinz Palencia mit 30 Einwohnern (Stand: 2024).

## Sehenswürdigkeiten
- Castillo de Belmonte de Campos, 15/16. Jahrhundert